# Georgia Baker
Georgia Baker   (Launceston, 21 de setembre de 1994) és una ciclista australiana que combina la carretera amb la pista. Actualment milita a l'equip Liv AlUla Jayco.
Ha guanyat diversos campionats del món de ciclisme en pista, com també diversos campionats d'Oceania i nacionals. Ha representat el seu país a tres Jocs Olímpics d'estiu.

## Palmarès en ruta
- 2022
  - Vencedora d'una etapa a la Volta a Turíngia
  - Medalla d'or als Jocs de la Commonwealth en ruta

### Resultats a les Grans Voltes

#### Giro d'Itàlia
- 2022: no surt a la 8a etapa
- 2023: 111a posició
- 2025: Abandona a la 6a etapa.

#### Volta a Espanya
- 2024: 81a posició
- 2025: No surt a la 3a etapa

## Palmarès en pista
- 2011
  -  Campiona del món júnior en Persecució per equips (amb Taylah Jennings i Emily Roper)
- 2012
  -  Campiona del món júnior en Scratch
  -  Campiona del món júnior en Persecució per equips (amb Taylah Jennings i Kelsey Robso)
- 2014
  -  Campiona d'Austràlia en Persecució per equips
- 2015
  -  Campiona d'Oceania en persecució
  -  Campiona d'Oceania en òmnium
  -  Campiona d'Austràlia en Persecució per equips
- 2016
  -  Campiona d'Oceania en puntuació
- 2018
  -  Campiona d'Oceania en persecució per equips
  -  Campiona d'Oceania a l'americana
  -  Campiona d'Oceania en òmnium
- 2019
  -  Campiona del món en Persecució per equips
  -  Campiona d'Austràlia en americana
- 2021
  -  Campiona d'Austràlia en cursa d'eliminació
- 2022
  -  Campiona d'Austràlia en americana
  -  Campiona d'Austràlia en òmnium
  - Medalla d'or als Jocs de la Commonwealth en Persecució per equips
  - Medalla d'or als Jocs de la Commonwealth en cursa a punts
  - Vencedora d'etapa a la Volta a Turíngia

### Resultats a laCopa del Món en pista
- 2015-2016
  - 1a a Cambridge, en Persecució per equips